# Denkmal für Otto von Freising

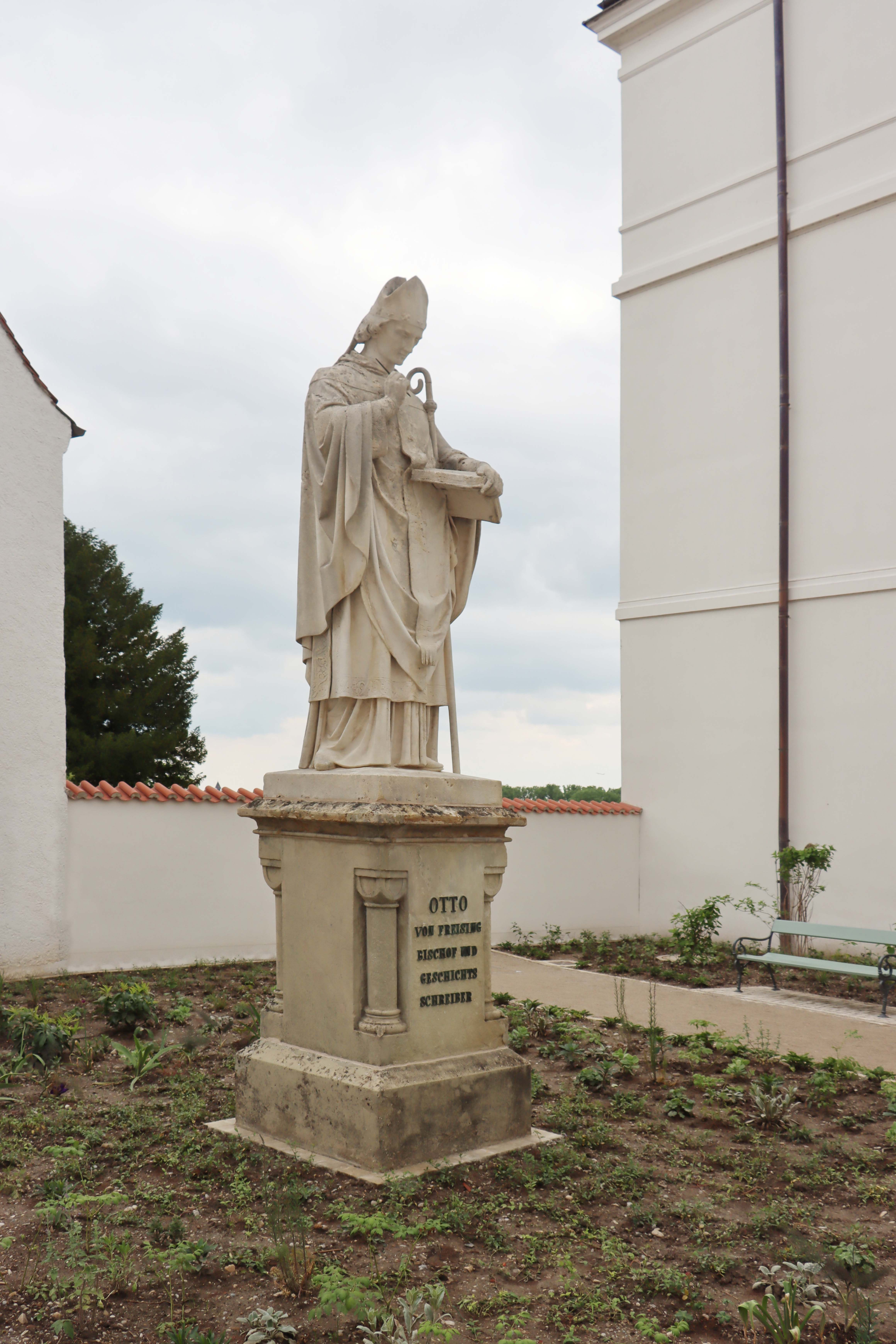
Das Denkmal für Otto von Freising am heutigen Standort

Das Denkmal für Otto von Freising ist eine Steinplastik auf dem Domberg von Freising (Oberbayern). Es erinnert an den 22. Bischof von Freising (1138–1158), der als einer der bedeutendsten Geschichtsschreiber des Mittelalters gilt.
Das Denkmal ist ein Frühwerk des deutschen Bildhauers Caspar von Zumbusch. Es wurde am 19. November 1857 in der Mitte des Domplatzes vor dem Freisinger Dom an der Stelle des 1803 abgebrochenen Mohrenbrunnens  enthüllt.
Es zeigt Otto in lebensgroßer Darstellung mit den ihn charakterisierenden Attributen: stehend im Messgewand mit Mitra, den Bischofsstab unter den linken Arm geklemmt, in der Linken die Heilige Schrift, in der Rechten eine Schreibfeder, die auf seine schriftstellerische Tätigkeit hinweist. Die Plastik steht auf einem Steinsockel. An dessen Stirnseite die Inschrift: OTTO VON FREISING BISCHOF UND GESCHICHTSSCHREIBER.
Im Zuge der Neugestaltung des Domplatzes anlässlich des Jubiläums "1300 Jahre Korbinian in Freising" wurde das Denkmal 2024 auf den Domhof südlich des Doms versetzt. Am Domplatz wurde der Dombrunnen neu errichtet.